# آدولف آبراهامویچ
آدولف آبراهامویچ یا آدولف آبراهامیان (ارمنی: Ադոլֆ Աբրահամովիչ or Ադոլֆ Աբրահամյան؛ لهستانی: Adolf Abrahamowicz؛ زاده ۷ نوامبر ۱۸۴۹ - درگذشته ۱۶ اوت ۱۸۹۹) نویسنده ارمنی‌تبار اهل اتریش-مجارستان بود که آثار خویش را به زبان لهستانی می‌نگاشت. وی در شهر لووف زیست.